# 俞李妍
俞李妍（2000年6月1日—），中国女子游泳运动员，2017年亚洲室内与武道运动会女子4×50米自由泳接力、女子4×100米自由泳接力金牌得主、女子4×50米混合泳接力、女子4×100米混合泳接力银牌得主、2022年亚洲运动会女子200米蝶泳银牌得主。